# Voûtain au-dessus de Roboam et Abia
Le voûtain au-dessus de Roboam et Abia a été peint à fresque par Michel-Ange vers 1511-1512 et fait partie de la décoration du plafond de la chapelle Sixtine dans les musées du Vatican à Rome, commandé par Jules II.

## Histoire

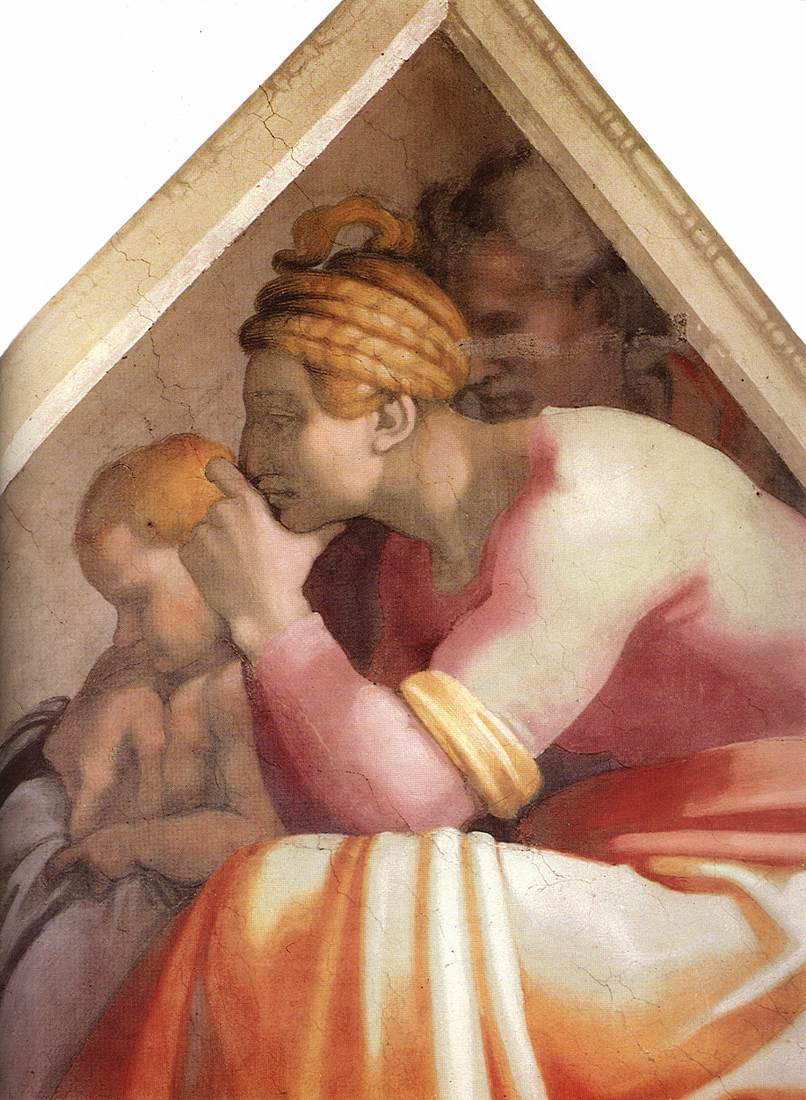
Détail.

Les voûtains, comme les lunettes en-dessous, contiennent la série des Ancêtres du Christ, et leur sont étroitement liés d'un point de vue iconologique, bien qu'ils soient très différents du point de vue iconographique et du point de vue du style et de la forme. Ce sont des espaces triangulaires concaves, que l'artiste a remplis de groupes familiaux sur fond sombre (contrairement aux fonds clairs des lunettes) et avec des positions différentes, assis au sol plutôt que sur des marches, pour s'adapter à la forme de l'espace à peindre. L'identification des sujets, tirée de la généalogie du Christ dans l'Évangile selon Matthieu, est basée sur les noms inscrits sur les cartouches au centre des lunettes en-dessous. Les lunettes surmontées d'un voûtain ont généralement trois noms au lieu de deux. Il n'y a pas accord entre les savants sur les noms des différents groupes représentés : Michel-Ange n'a utilisé aucun attribut iconographique et ne recherchait peut-être même pas une identification directe et incontestable, se concentrant plutôt sur la représentation de divers types humains et attitudes.
Les espaces triangulaires au-dessus de chaque voûtain sont remplis des dits nus de bronze, des figures monochromes simulant le bronze, placées dans des positions symétriques devant des fonds sombres et violacés, séparés par un crâne de bélier duquel pendent des rubans dorés
Les voûtains ont été réalisées, comme le reste des fresques de la voûte, en deux phases, à partir du mur du fond, en face de l'autel. Les derniers épisodes d'un point de vue chronologique des histoires racontées ont donc été les premiers à être peints. À l'été 1511, la première moitié de la chapelle devait être achevée, nécessitant le démontage de l'échafaudage et sa reconstruction dans l'autre moitié. La deuxième phase, qui a débuté en octobre 1511, s'est terminée un an plus tard, juste à temps pour le dévoilement de l'œuvre la veille de la Toussaint 1512.
Le voûtain au-dessus de Roboam et Abia est donc l’un de ceux de la dernière phase du chantier.

## Description et style
Le groupe familial représenté dans la lunette en-dessous n'est pas clairement identifié entre celui de Roboam et celui d'Abia.Le voûtain qui a été fait en seulement deux « jours » de fresque, montre une femme au premier plan dont le profil est tourné à gauche, avec son torse plié, un bras tenant son menton et reposant son nez sur ses doigts, dans la position que l’on dirait du « penseur ». Ses cheveux sont très élaborés et la robe ajustée montre une musculature robuste, typique des figures féminines de Michel-Ange, très masculine. Avec son bras droit, elle étreint un enfant derrière elle, tandis que sur la gauche, au loin un homme aux cheveux blancs est représenté. Comme dans d’autres épisodes de la chapelle, les parties du premier plan sont bien éclairées et représentées avec netteté, tandis que celles de l'arrière-plan sont plus sombres et définies d’une manière plus sommaire :  c'est une manière de mettre en valeur la profondeur, également utilisée en sculpture à travers le « non fini », visible par exemple dans des œuvres comme le Tondo Pitti ou le Tondo Taddei.
La scène est dominée par un accord de nuances chaudes : rose, orange, jaune et, en arrière-plan, violet.

## Nus de bronze
Les deux « nus de bronze » sont insérés dans des espaces triangulaires, comme des démons hurlants se tortillant furieusement. Ils ont une posture presque acrobatique dans l’espace étroit qui les enferme, le dos droit, le torse tourné vers l’extérieur; ils sont assis le long du cadre avec une jambe levée et pliée à 45 ° et l’autre abaissée avec le genou plié. Le bras le plus proche du spectateur est retourné pour disparaître derrière la tête de bélier (les deux figures semblent fusionner à cet endroit-là), l’autre est abandonné entre les jambes. Ils ont été réalisés à partir du même carton renversé, avec quelques différences évitant une symétrie trop rigide : par exemple, les cheveux des deux s'envolent vers la droite, comme portés par la même rafale de vent.